# Мамутов Заур Енверович
Заур Енверович Мамутов (крим. Zaur Enver oğlu Mamutov; нар. 22 січня 1980) — український футболіст кримськотатарського походження, нападник.

## Життєпис
Розпочав виступати за російський клуб «Фабус», пізніше грав за «Спартак» (Кострома). У 2000 році зіграв один матч у вищому дивізіоні Росії за ЦСКА. Пізніше грав за клуб першого дивізіону «Кубань» і ФК «Реутов». 
У 2005 році перейшов в українську «Кримтеплицю», всього провів 89 матчів відзначився 9 голами в клубі, також був капітаном. У лютому 2009 року отримав статус вільного агента. Автор ювілейного 150-го гола «Кримтеплиці» в ворота ФК «Львів». Потім захищав кольори «Гвардійця».
У 2013 році грав за аматорський ялтинський клуб «Реал», який виступав в чемпіонаті міста. Після окупації Криму отримав російський паспорт. Грав за клуби чемпіонату Криму, в тому числі й за «Рубін» (Ялта), «Бахчисарай» та «Кизилташ».
Починаючи з сезону 2019/20 років захищає кольори сімферопольського клубу «Ронда-Новацентр».